# Fragmencik (Tetmajer)

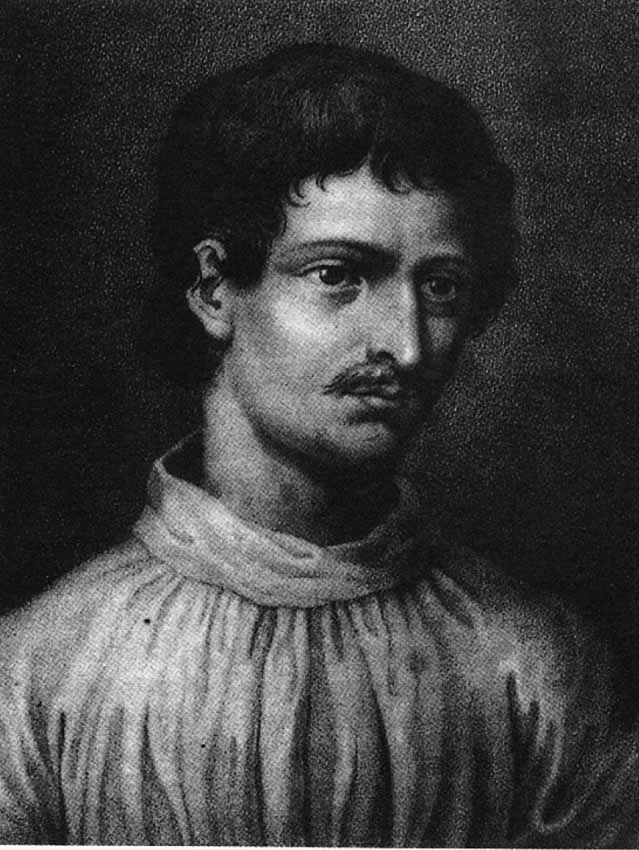
Giordano Bruno

Fragmencik – wiersz młodopolskiego poety Kazimierza Przerwy-Tetmajera, opublikowany w tomiku Poezje. Seria pierwsza w 1891. Utwór składa się z trzech strof czterowersowych. Poeta przywołuje dwa fakty z nowożytnej historii, mianowicie spalenie na stosie Giordana Bruna i dożywotnie uwięzienie Galileusza. Wspomina też inkwizycję hiszpańską. Autor ironizuje, pisząc: Wierzę, że rację najświętszą miał,/kto spalił Giordana Bruna.
Z zachwytem patrzę się w łunę tę,
a rośnie we mnie dusza,
ilekroć na myśl przychodzi mi
więzienie Galileusza...